# Oberrüti
Oberrüti (schweizertyska: Rüti) är en ort och kommun i distriktet Muri i kantonen Aargau, Schweiz. Kommunen har 1 600 invånare (2023).

## Historia
Orten nämndes första gången 1236, under stavningen Ruty. Först i samband med 1803 års skapande av kantonen Aargau etablerades ortens namn som Oberrüti.
Under medeltiden tillhörde orten Habsburgs distrikt Meienberg, och 1415 blev den del av Luzern. Mellan 1425 och 1798 tillhörde orten Freie Ämter.

## Geografi
Oberrüti hade år 2009 en area av 5,37 kvadratkilometer. 70 procent av ytan användes då inom jordbruket, medan drygt 15 procent var skogsmark och knappt 10 procent var bebyggd mark.